# Sint-Jan-de-Doperkerk (Krakau)
De Kerk van Sint-Jan-de-Doper en Onze-Lieve-Vrouw-van-het-Scapulier (Pools: Kościół św. Jana Chrzciciela i Matki Boskiej Szkaplerznej) is een houten kerkgebouw in Krakau.

## Geschiedenis

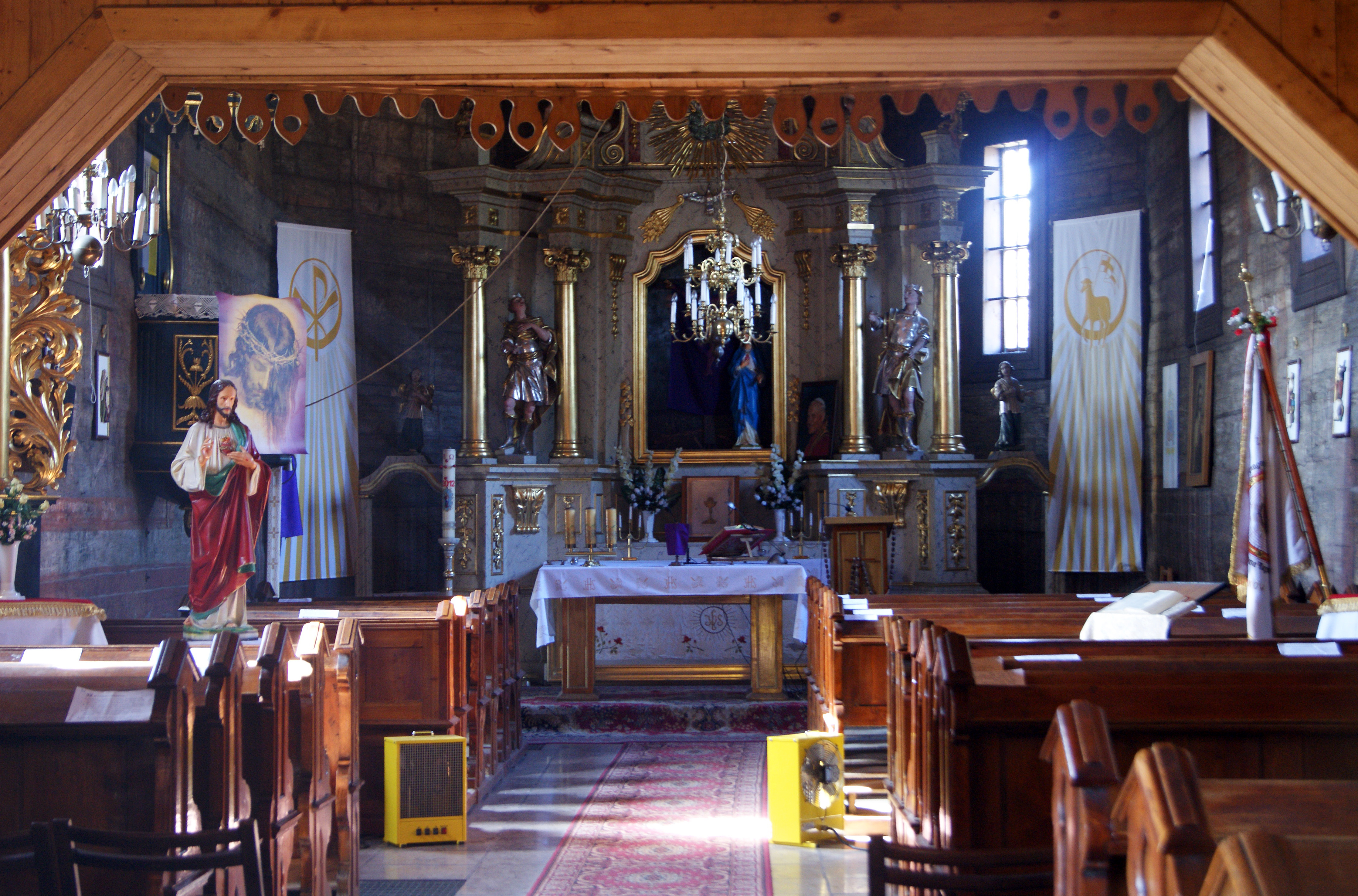
Interieur

Het houten kerkgebouw uit de eerste helft van de 17e eeuw werd oorspronkelijke in Jawornik bij Myślenice gebouwd. In de jaren 1980 verhuisde de vervallen kerk naar Krakau-Krzesławice. Het dak en de sacristie werden geheel herbouwd en de kerk kreeg een nieuwe klokkentoren. 
In de kerk zijn de oorspronkelijke muurschilderingen van het Laatste Oordeel en Sint-Christoffel bezienswaardig. Ook bezit de kerk een barokke kansel en een hoofdaltaar uit de late zeventiende eeuw.